# Thomas Søndergård
Thomas Søndergård est un chef d'orchestre danois né le 4 octobre 1969 à Holstebro.

## Biographie
Thomas Søndergård naît le 4 octobre 1969 à Holstebro. 
Il étudie à l'Académie royale de musique de Copenhague, où il reçoit une formation de percussionniste auprès de Gert Mortensen, entre 1989 et 1992. En parallèle, il est timbalier de l'Orchestre des jeunes de l'Union européenne puis intègre l'Orchestre royal du Danemark en 1992. 
À partir de 1996, Thomas Søndergård se tourne vers la direction d'orchestre. Il travaille avec Yves Abel (en), Alexander Polianichko et Graham Bond. Il dirige plusieurs orchestres danois et est notamment invité à l'Opéra de Copenhague. 
Comme chef d'orchestre, il est le créateur d’œuvres de Poul Ruders (Kafka's Trial, opéra, 2005 ; Concerto pour piano no 2, 2009), notamment. 
Entre 2009 et 2012, Thomas Søndergård est directeur musical de l'Orchestre de la radio norvégienne. 
En 2011, il est nommé chef principal du BBC National Orchestra of Wales, à compter de 2012,. 
En 2017, Thomas Søndergård est nommé directeur musical de l'Orchestre national royal d'Écosse à partir de septembre 2018. En 2021, il est renouvelé à ce poste jusqu'à l'automne 2024. 
En 2022, il est nommé directeur musical de l'Orchestre symphonique du Minnesota à partir de septembre 2023, pour une durée de cinq ans,. 